# 永宁镇 (庄浪县)
永宁镇，原为永宁乡，是中华人民共和国甘肃省平凉市庄浪县下辖的一个乡镇级行政单位。2018年3月撤乡设镇。区划代码改为620825110。

## 行政区划
永宁镇下辖以下地区：
阳洼村、谈街村、河湾村、朱湾村、陈湾村、下湾村、葛峡村、宋堡村、漫湾村、鱼咀村、秦洼村、许湾村、刘门村、赵湾村、苏山村和老庄村。